# Palais Urania

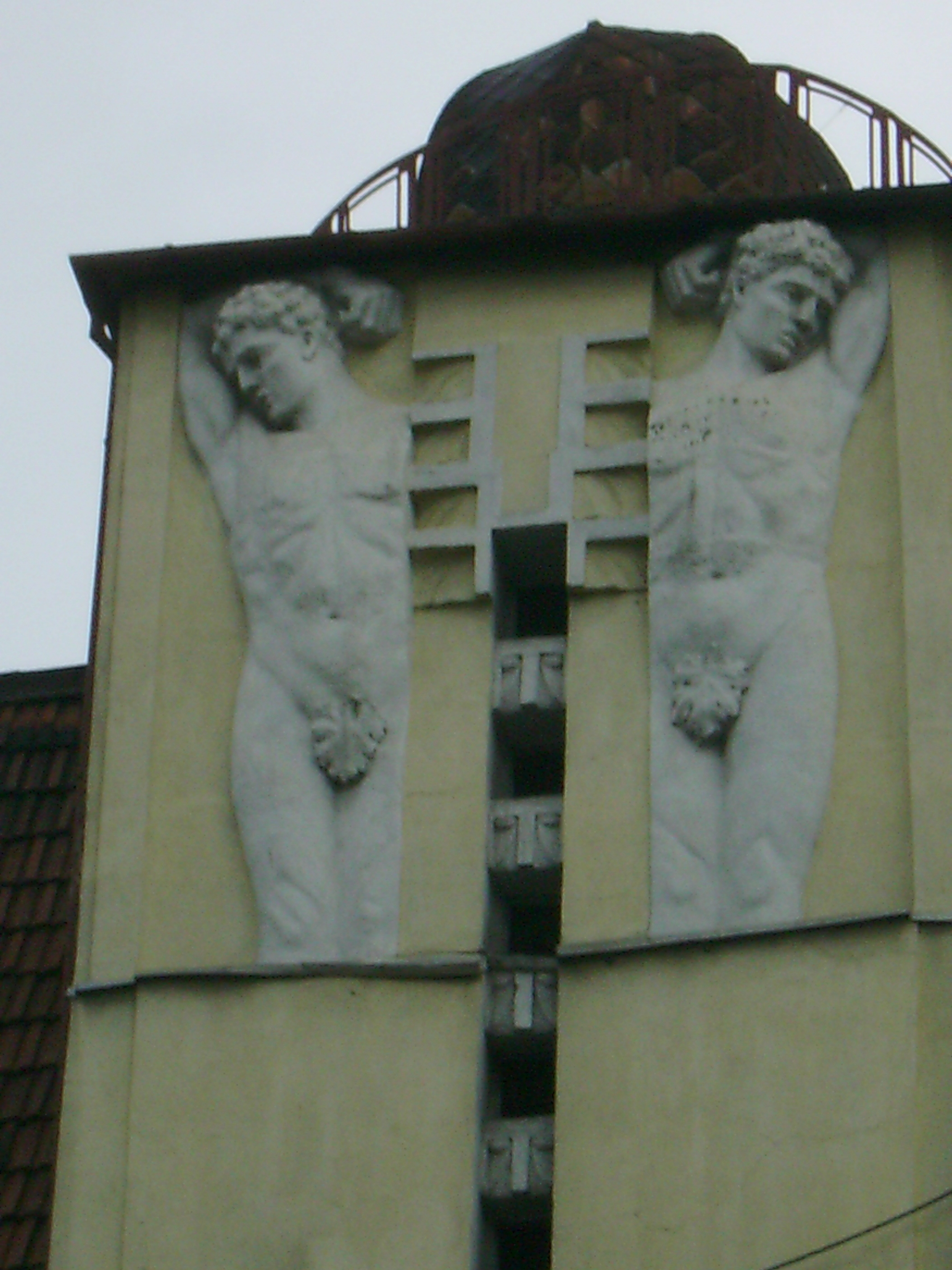
Détail de la façade ouest du Palais Urania.

Palatul Urania fait partie d'un complexe architectural finalisé à Cluj-Napoca au tournant du siècle. Ce complexe s'étend sur les deux rives de Someșul Mic autour du pont qui marque la fin du Bulevardul Regele Ferdinand et le début du Bulevardul Horea. Les édifices qu'on y trouve ont été construits en plusieurs styles tels que le néogothique, l'éclectique et le sécession. Ils se font remarquer par leurs tailles imposantes ainsi que par leur richesse décorative.

## Histoire
Palatul Urania a été finalisé en 1910.

## Architecture
L'édifice a été construit par l'architecte Kapeter en style sécession.